# كيلي روبنز
كيلي روبنز (بالإنجليزية: Kelly Robbins)‏ هي لاعبة غولف أمريكية، ولدت في 29 سبتمبر 1969 في ماونت بليزانت في الولايات المتحدة.

## وصلات خارجية
- كيلي روبنز على موقع رابطة لاعبات الغولف المحترفات (الإنجليزية)